# József Ferenczy
József Ferenczy (n. 17 decembrie 1866, Mureș-Oșorhei, Imperiul Austriac – d. 1 decembrie 1925, Timișoara, România) a fost un pictor maghiar.

## Biografie
József Ferenczy era fiul lui István Ferenczi (n. 30 septembrie 1821) din Arduzel (în maghiară Szilágyardo) și al Máriei Soós (n. 3 iulie 1834) din Târgu Mureș. Părinții săi s-au căsătorit pe 19 septembrie 1864, József fiind născut doi ani mai târziu, pe 17 decembrie 1866, în Târgu Mureș. Acesta a fost botezat în Biserica Reformată, conform confesiunii părinților săi.
După moartea tatălui său, mama sa s-a străduit să îi asigure o meserie sigură. Astfel, în 1885, merge la Prešov, pentru a învăța meseria de fotograf, unde devine ucenic la studioul lui Károly Divald. 
Károly Divald, fost soldat în timpul Revoluției Maghiare din 1848, a studiat farmacia la Viena, activând în domeniul farmaceutic ani de zile, și mai târziu s-a dedicat fotografiei. A deschis un studio în Prešov, ulterior mutându-se la Budapesta. A fotografiat peisajele Ungariei, Munții Tatra, Budapesta și este considerat primul fotograf de peșteri. Publicațiile Asociației Carpatice Ungare (în maghiară: Magyarországi Kárpát Egyesület) au fost ilustrate cu fotografiile sale. El reproducea fotografiile sale prin fotolitografie, apoi într-o tipografie distribuia milioane de cărți poștale. A recunoscut talentul ucenicului său în arte frumoase încă de la început, așa că la recomandarea sa, ajunge la Budapesta unde devine ucenicul lui Sándor Bihari și Bertalan Karlovszky pentru a învăța pictura, între 1890-1891. Își efectuează stagiul militar și se întoarce în Târgu Mureș.
Prin intermediul unei burse de stat ungare a urmat studii în artă la Academia Julian din Paris, la recomandarea profesorilor săi. Și-a continuat studiile la Grupul de la München, în acest timp lucrând noaptea pentru a supraviețui, însă, din cauza extenuării se îmbolnăvește. În cele din urmă reușește să se întoarcă încă un an, în 1896, la Paris. Revine iar în München, apoi se întoarce în Ungaria, continuându-și studiile la școala maestrului Gyula Benczúr din Budapesta, în condiții financiare dificile. Din 1897, picturile sale au apărut în expozițiile de la Műcsarnok. 
La data de 21 decembrie 1901 s-a căsătort cu fiica lui Károly Divald, Emília, menținând relații de familie foarte bune cu socru său și cumnatul său, Károly Divald jr.; cuplul se va stabili la Timișoara în același an. Au avut împreună trei copii: László (n. 1907), István (n. 1909 - d. 1911) și Mária (n. 1910 - d. c. 1926).
La început, i-a fost greu să obțină comenzi, dar și-a câștigat un cerc de cunoștințe cu portretele academice, realizate rapid și precis. În 1902, tabloul cu împăratul Franz Joseph, pictat pentru Palatul Comitatului din Brașov, i-a adus recunoașterea oficială. În atelierul său, aflat în Casa Cernoievici, a început sa primească comenzi în număr mare în anii ce au urmat, pictând în principal portrete ale unor personalități locale. La cererea Palatului Comitatului Timiș a pictat portretele conților și viconților Timișoarei, iar pentru primăria orașului, portretele foștilor reprezentanți și primari.
A jucat un rol important în viața artistică a orașului. Între anii 1906 și 1910, la inițiativa sa, sunt desfășurate la Timișoara expoziții ale Salonului Național din Ungaria, unde sunt prezentate lucrările sale. În 1911 a pictat cele patru fresce ale tavanului Bisericii Piariste din Timișoara care înfățișează viața Sfântului Iosif de Calasanz. În anii 1910, a înființat o școală de pictură, organizând și cursuri de seară speciale pentru muncitori și artizani. În 1914, a început o serie de prelegeri despre istoria artei în atelierul său, materialele fiind ulterior publicate. Pe lângă portrete și imagini cu subiecte religioase, el a pictat și peisaje și scene populare înfățișând viața locuitorilor din Ținutul Matyó.
Între 1914 și 1916 s-a mutat la München, iar la sfârșitul războiului a refuzat să mai picteze. S-a întors la Timișoara și, în iunie 1920, după preluarea administrației în Banat de către Regatul României, a inventariat colecția muzeului orașului, grav afectată după retragerea armatei sârbe, întocmește procesele verbale și le trimite administrației.
A murit pe 1 decembrie 1925, fiind condus pe ultimul drum pe 3 decembrie, în prezența unui număr mare de colegi artiști, în Cimitirul Central din Timișoara (Cimitirul Eroilor de azi), primăria orașului asigurând costurile înmormântarii, considerându-l un cetățean de seamă al urbei. Cu ajutorul prietenilor din Societatea János Arany din Timișoara, în ianuarie 1926 este organizată o expoziție postumă a operei sale. După moartea lui, văduva sa, datorită situației materiale precare, pricinuită si de îmbolnăvirea Máriei de tuberculoză, boală care o va și răpune, a încercat să își asigure existența prin vânzarea operelor artistului și a diferitor obiecte din casă.

## Galerie

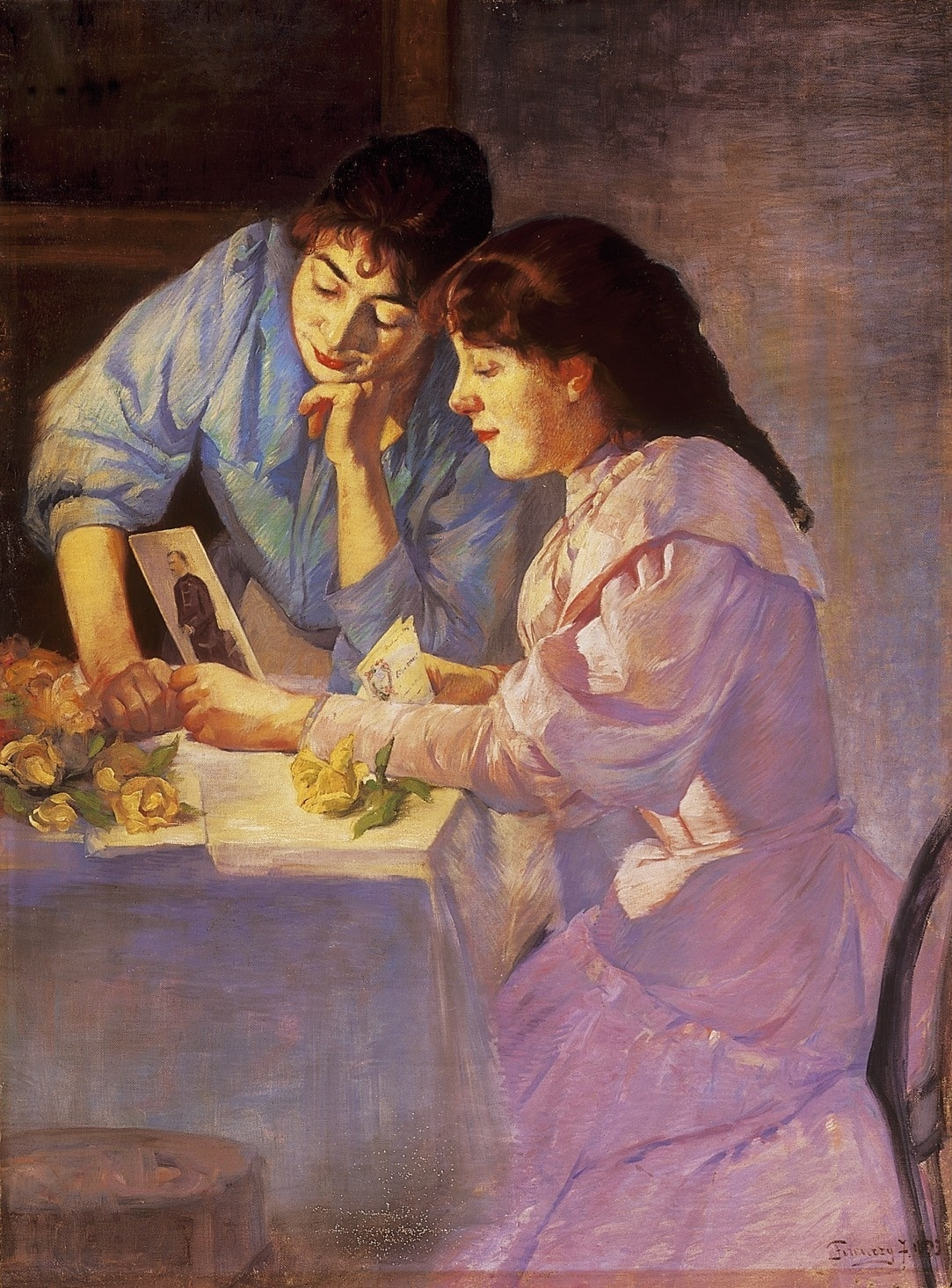
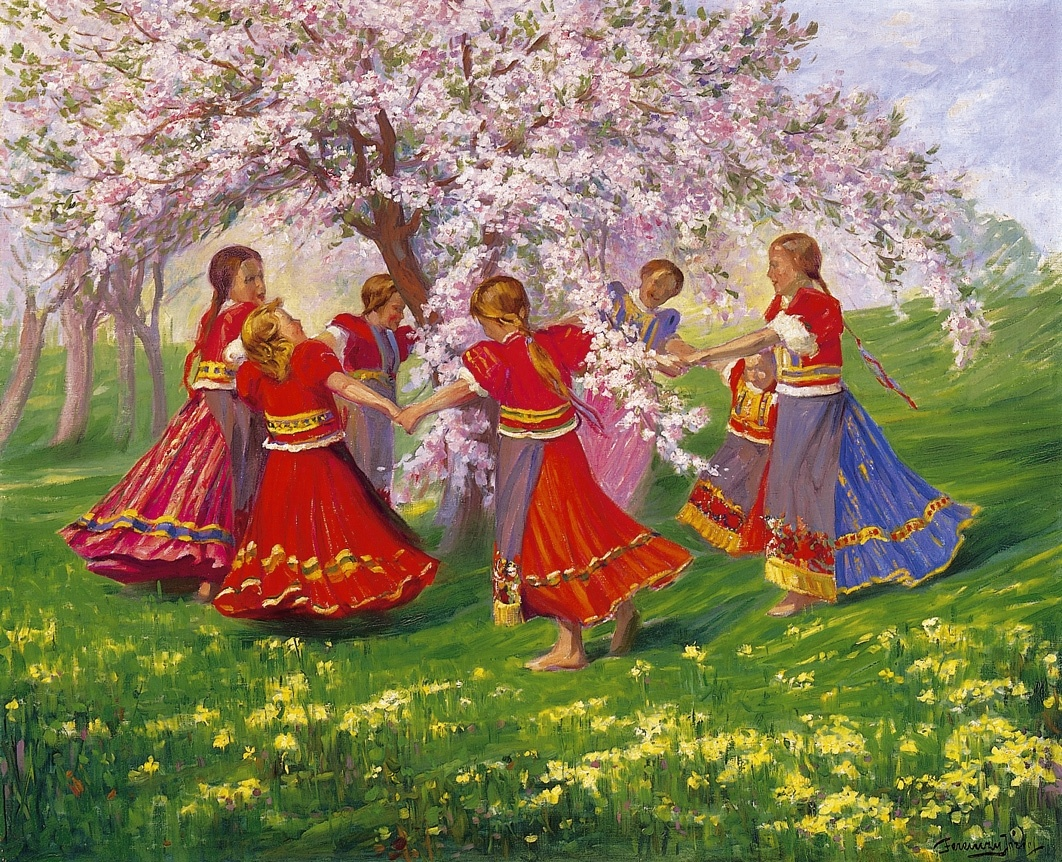
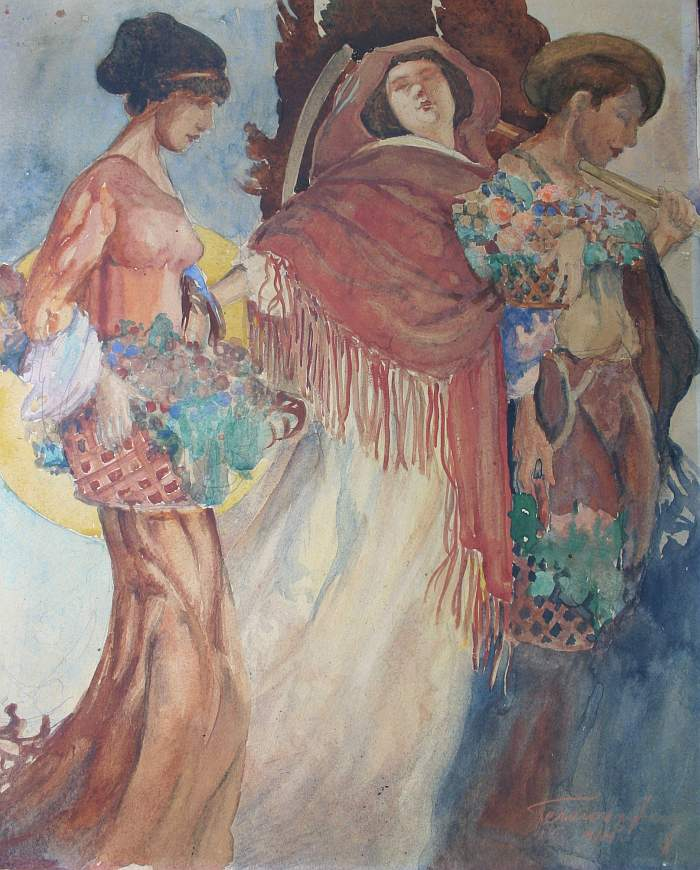
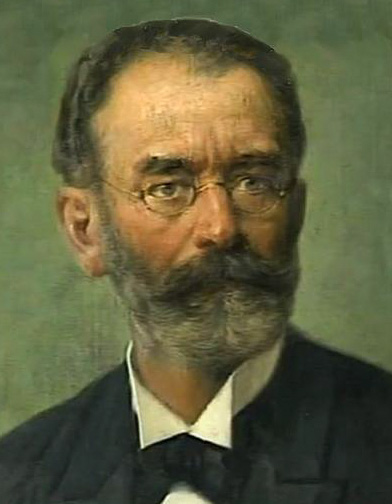